# Jérémy Desplanches
Jérémy Desplanches (Genève, 7 augustus 1994) is een Zwitserse zwemmer. Hij vertegenwoordigde zijn vaderland op de Olympische Zomerspelen 2016 in Rio de Janeiro.

## Carrière
Bij zijn internationale debuut, op de Europese kampioenschappen kortebaanzwemmen 2012 in Chartres, strandde Desplanches in de series van zowel de 200 meter schoolslag als de 200 en 400 meter wisselslag.
Op de Europese kampioenschappen zwemmen 2014 in Berlijn werd hij uitgeschakeld in de series van zowel de 200 meter schoolslag als de 200 en 400 meter wisselslag. Tijdens de wereldkampioenschappen kortebaanzwemmen 2014 in Doha strandde de Zwitser in de series van de 200 meter vrije slag, 200 meter rugslag en de 100, 200 en 400 meter wisselslag.
In Kazan nam Desplanches deel aan de wereldkampioenschappen zwemmen 2015. Op dit toernooi werd hij uitgeschakeld in de halve finales 200 meter wisselslag en in de series van de 400 meter wisselslag. Op de 4×200 meter vrije slag strandde hij samen met Alexandre Haldemann, Nils Liess en Jean-Baptise Samuel Febo in de series.
Op de Europese kampioenschappen zwemmen 2016 in Londen werd hij uitgeschakeld in de series zowel de 200 als de 400 meter wisselslag, samen met Alexandre Haldemann, Nils Liess en Aleksi Schmid strandde hij in de series van de 4×200 meter vrije slag. Tijdens de Olympische Zomerspelen van 2016 in Rio de Janeiro werd de Zwitser uitgeschakeld in de halve finales van de 200 meter wisselslag en in de series van de 400 meter wisselslag. In Windsor nam Desplanches deel aan de wereldkampioenschappen kortebaanzwemmen 2016. Op dit toernooi strandde hij in de series van zowel de 200 meter rugslag als de 100, 200 en 400 meter wisselslag.
Op de wereldkampioenschappen zwemmen 2017 in Boedapest eindigde hij als achtste op de 200 meter wisselslag, daarnaast werd hij uitgeschakeld in de series van de 400 meter wisselslag.
Tijdens de Europese kampioenschappen zwemmen 2018 in Glasgow werd de Zwitser Europees kampioen op de 200 meter wisselslag, op de 400 meter wisselslag strandde hij in de series.
In Gwangju nam Desplanches deel aan de wereldkampioenschappen zwemmen 2019. Op dit toernooi veroverde hij de zilveren medaille op de 200 meter wisselslag. Op de 4×200 meter vrije slag werd hij samen met Antonio Djakovic, Nils Liess en Aleksi Schmid uitgeschakeld in de series, samen met Roman Mityukov, Yannick Käser en Nils Liess strandde hij in de series van de 4×100 meter wisselslag.

## Internationale toernooien
| Jaar | Olympische Spelen                       | WK langebaan                                                    | WK kortebaan                                                                                     | EK langebaan                                                  | EK kortebaan                                                |
| ---- | --------------------------------------- | --------------------------------------------------------------- | ------------------------------------------------------------------------------------------------ | ------------------------------------------------------------- | ----------------------------------------------------------- |
| 2012 | geen deelname                           |                                                                 | geen deelname                                                                                    | geen deelname                                                 | 29e 200m schoolslag 26e 200m wisselslag 19e 400m wisselslag |
| 2013 |                                         | geen deelname                                                   |                                                                                                  |                                                               | geen deelname                                               |
| 2014 |                                         |                                                                 | 34e 200m vrije slag 28e 200m rugslag 19e 100m wisselslag 16e 200m wisselslag 17e 400m wisselslag | 21e 200m schoolslag 19e 200m wisselslag 17e 400m wisselslag   |                                                             |
| 2015 |                                         | 12e 200m wisselslag 16e 400m wisselslag 17e 4×200m vrije slag   |                                                                                                  |                                                               | geen deelname                                               |
| 2016 | 13e 200m wisselslag 13e 400m wisselslag |                                                                 | 30e 200m rugslag 20e 100m wisselslag 13e 200m wisselslag 13e 400m wisselslag                     | 23e 200m wisselslag 17e 400m wisselslag 12e 4×200m vrije slag |                                                             |
| 2017 |                                         | 8e 200m wisselslag 15e 400m wisselslag                          |                                                                                                  |                                                               | geen deelname                                               |
| 2018 |                                         |                                                                 | geen deelname                                                                                    | 200m wisselslag · 17e 400m wisselslag                         |                                                             |
| 2019 |                                         | 200m wisselslag · 12e 4×200m vrije slag · 18e 4×100m wisselslag |                                                                                                  |                                                               | 4-8 december                                                |

## Persoonlijke records
Bijgewerkt tot en met 25 juli 2019
Kortebaan
| Afstand         | Tijd    | Datum            | Plaats      |
| --------------- | ------- | ---------------- | ----------- |
| 200m wisselslag | 1.53,51 | 18 november 2018 | Montpellier |
| 400m wisselslag | 4.04,89 | 17 november 2018 | Montpellier |

Langebaan
| Afstand         | Tijd    | Datum         | Plaats  |
| --------------- | ------- | ------------- | ------- |
| 200m wisselslag | 1.56,56 | 25 juli 2019  | Gwangju |
| 400m wisselslag | 4.12,89 | 16 april 2019 | Rennes  |